# El Rama
El Rama är en kommun (municipio) i Nicaragua med 57 261 invånare (2012). Den ligger vid norra stranden av floden Río Escondido i den autonoma regionen Costa Caribe Sur, i den sydöstra delen av landet. Floden är farbar med havsgående fartyg ända upp till El Rama, och kommunen har östra Nicaraguas största hamn.

## Geografi
El Rama ligger där de tre floderna Río Siquia, Río Mico och Río Rama flyter samman och bildar floden Río Escondido. 
El Rama gränsar till kommunerna El Tortuguero i norr, Kukra Hill och Bluefields i öster, Nueva Guinea i söder, samt Muelle de los Bueyes, Santo Domingo och El Ayote i väster. Kommunens största ort och centralort är El Rama med 9 761 invånare (2005).

## Historia

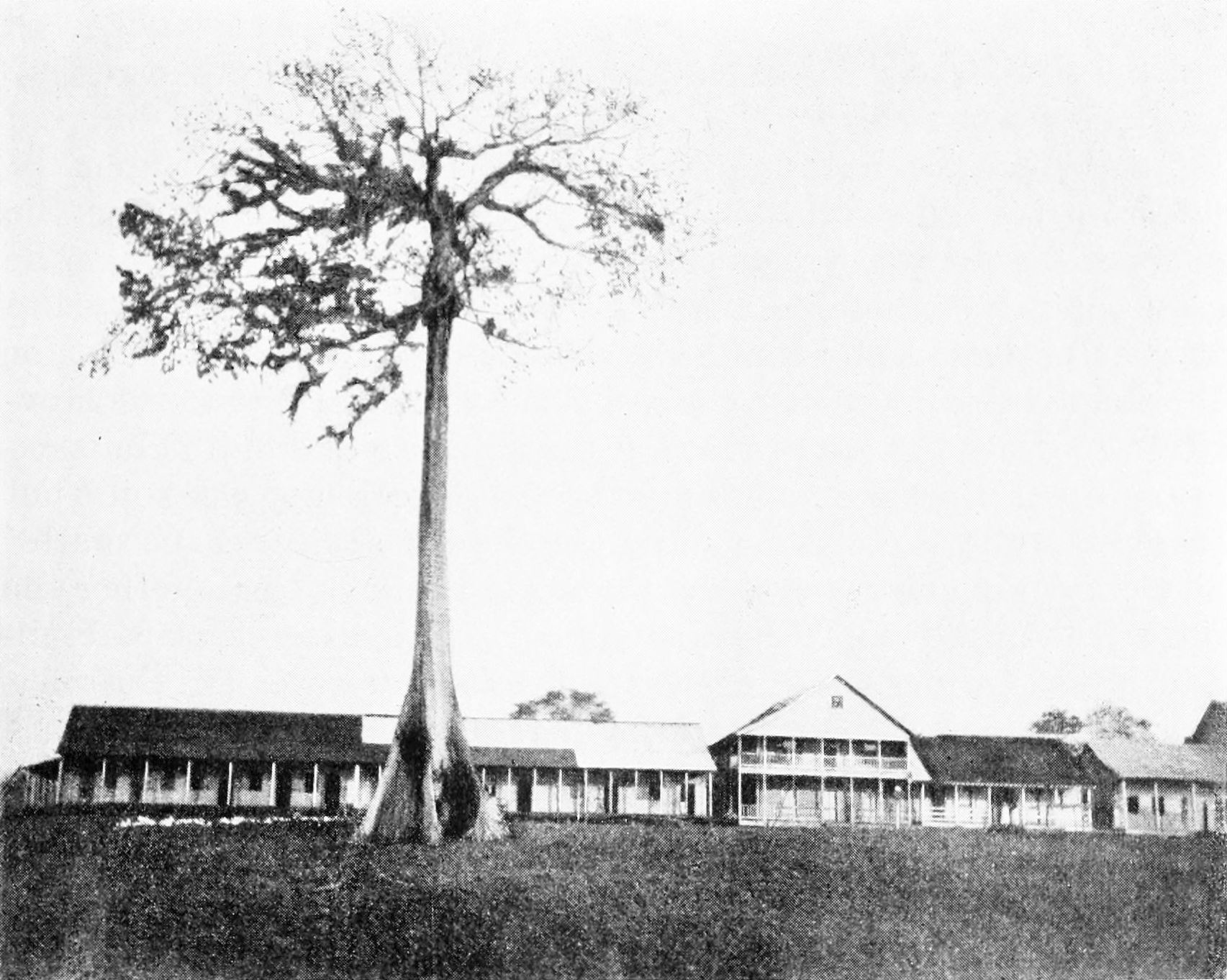
El Rama 1894

Kommunen El Rama grundades 1910.

## Religion
El Rama firar sina festdagar den 13-16 maj till minne av Vår Fru av Fátima och Sankt Isidor av Madrid.

## Transporter

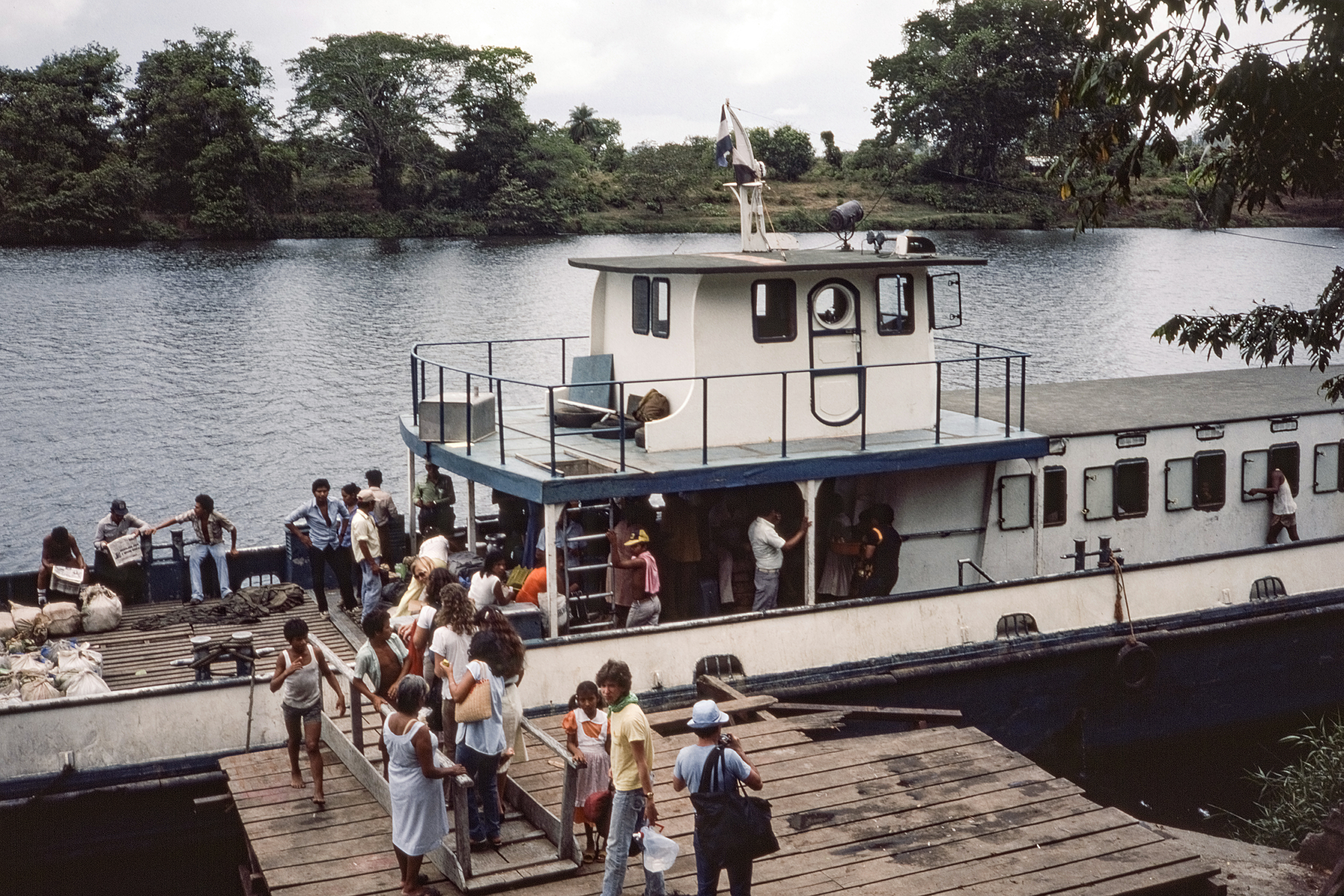
Flodbåten till Bluefields i El Ramas hamn

El Rama är ett viktigt transportnav mellan den tätbefolkade västra delen av landet och den Karibiska kusten. Kommunen har en bra vägförbindelse västerut till Juigalpa, Managua och Stillahavskusten. Österut mot Bluefields och det Karibiska havet sker de flesta transporter med båt längs floden Río Escondido. Floden är farbar med havsgående fartyg ända upp till El Rama och kommunen har landets största Karibiska hamn, landets tredje största hamn överlag och en av endast två hamnar som hanterar kontainertrafik. Hamnen, som ligger en kilometer uppströms från centralorten El Rama, heter Puerto Arlen Siu till minne av sångerskan, revolutionären och martyren Arlen Siu. Floden har ett signalsystem för fartygen som tillåter nattnavigation.

## Kända personer
- Pedro Altamirano (1870-1937), militär, kämpade mot USA's invasion[7]
- Berenice Quezada (1993-), modell, politiker[8]